# Boland's Mill

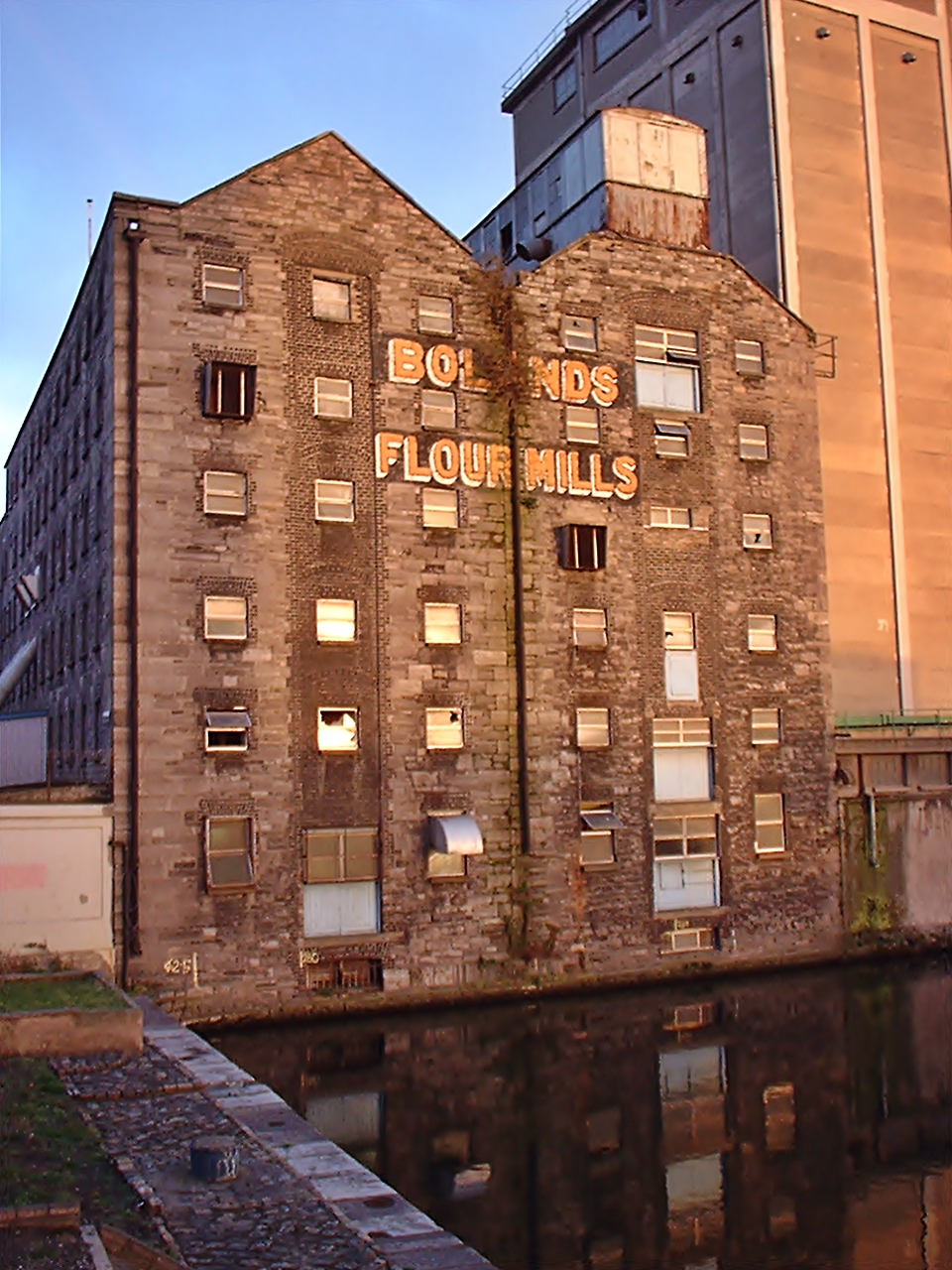
Edificio de Boland's Mill

Boland's Mill (Molino de Boland) es un edificio situado en el Gran Canal Dock de Dublín, Irlanda, en la esquina de Pearse Street y St. Barrow. El complejo se compone de dos silos construidos en la década de 1940. El molino actualmente está abandonado. Aunque Boland’s Mill está catalogado como edificio protegido por el ayuntamiento de Dublín, está destinado a ser parte de un complejo hotelero y de oficinas.
El edificio tuvo gran importancia en el Alzamiento de Pascua de 1916, siendo ocupado durante la contienda por Eamon de Valera, que más tarde sería presidente de Irlanda, hecho conmemorado con una placa en la pared del edificio de la calle Macken. Tras su cierre, fue parcialmente reconstruido como edificio de oficinas a finales de 1980 por Treasory Holdings. Los ocupantes del edificio eran  la National Treasury Management Agency y el National Asset Management Agency (NAMA).
No se debe confundir con el edificio de la antigua Galletas Mills Bolands, en la esquina de la calle Gran Canal y la calle Macken.